# Королівка (Коростенський район)
Королі́вка — село в Україні, у Коростенському районі Житомирської області. Населення становить 24 особи. Входить до складу Малинської міської громади.

## Населення

### Мова
Розподіл населення за рідною мовою за даними перепису 2001 року:
| Мова       | Кількість | Відсоток |
| ---------- | --------- | -------- |
| українська | 24        | 100%     |

## Люди
В селі народився Кишковський Збігнєв Миколайович (* 1925) — радянський вчений в області технології і хімії вина.